# Viceré

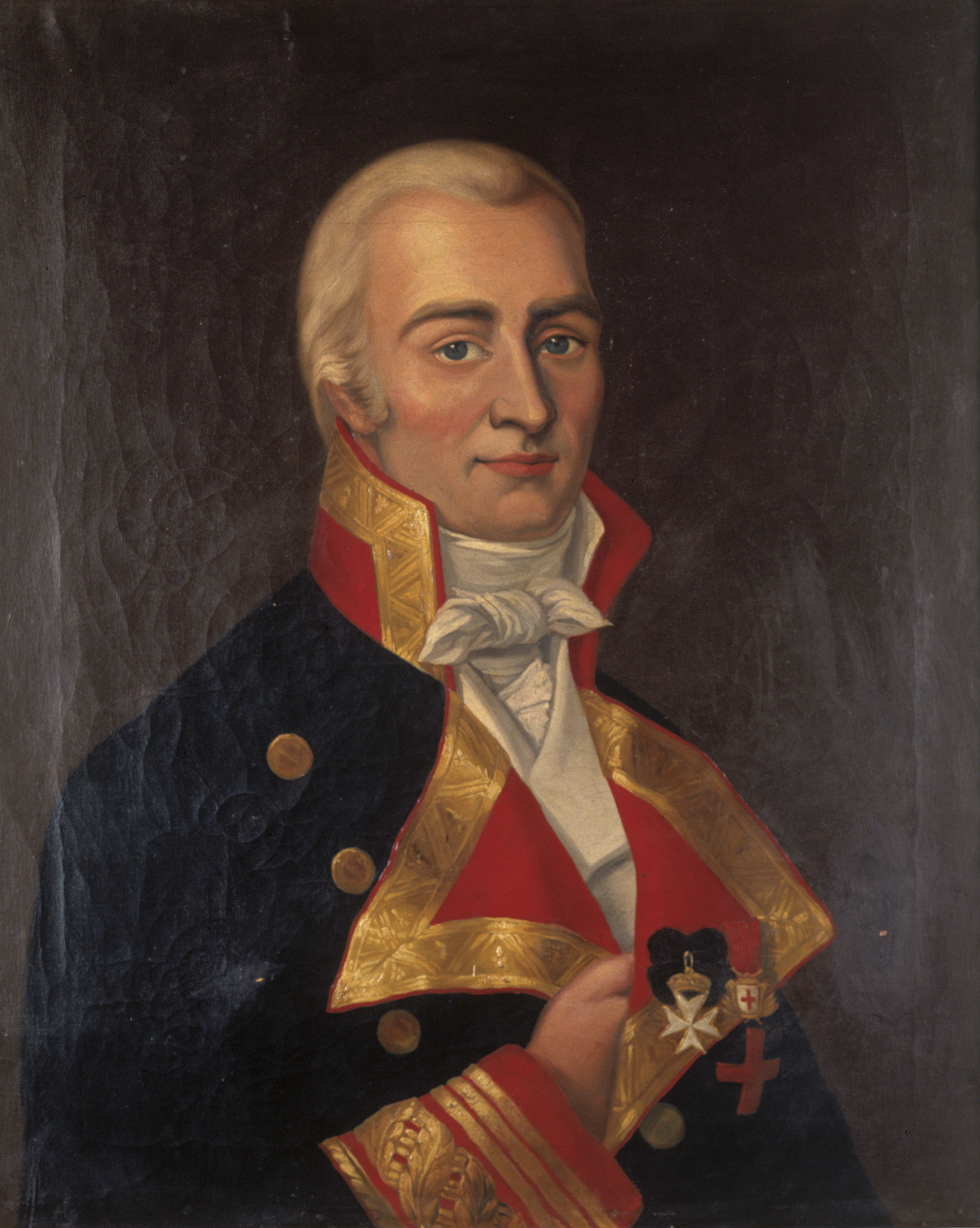
Santiago de Liniers, marinaio francese, penultimo viceré del Vicereame del Río de la Plata ed eroe contro le Invasioni britanniche del Río de la Plata

Il viceré è un funzionario regale che esercita il potere regio, in rappresentanza del sovrano, su una provincia, una colonia o una generica parte del regno, detta vicereame. È detta viceregina una donna investita di funzioni del viceré o la consorte dello stesso.
Sebbene il titolo possa far pensare a poteri quasi sovrani, non sempre è così: il viceré, infatti, spesso ha un ruolo analogo a quello di un governatore e la differenza di titolo è solo onorifica; altre volte, invece, governa una parte di territorio più ampia e ha alle sue dipendenze una pluralità di governatori. Talvolta, poi, la carica è attribuita a titolo puramente onorifico, solitamente a membri della famiglia reale.

## Impero spagnolo
Nell'Impero spagnolo il titolo fu utilizzato per la prima volta nella Corona d'Aragona, dove all'inizio del XIV secolo si riferiva ai governatori del Regno di Sardegna e Corsica. Dopo l'unificazione delle corone, i re assolutisti della Spagna imperiale nominarono numerosi viceré per governare vari domini del vasto impero in Europa, nelle Americhe, e altrove.

### In Europa
In Europa, la corona d'Asburgo nominò viceré di Aragona, Valencia, Catalogna, Navarra, Portogallo, Sardegna, Sicilia, e Napoli fino al XVIII secolo. Con l'ascesa della Casa di Borbone, gli storici vicereami furono sostituiti da capitanerie generali. Con la fine della guerra di successione spagnola, la monarchia spagnola fu privata di tutti i territori italiani. Notevole il fatto che anche i nuovi signori continuarono per qualche tempo a demandare il governo a viceré; la Sardegna sabauda avrebbe avuto un viceré scelto dal Regno sabaudo fino al 1848.
Vedi anche:
- Viceré d'Aragona (1517-1699)
- Viceré di Valencia (1520-1707)
- Viceré di Catalogna (1479-1713)
- Viceré di Navarra (1512-1840)
- Viceré di Sardegna (1418-1720)
- Viceré di Sicilia (1415-1713)
- Viceré di Napoli (1504-1707)

I governatori spagnoli di Milano (1535-1706), sebbene non portassero il titolo di viceré, ricoprivano per molti versi un ruolo analogo.

### Nelle Americhe
I territori americani erano invece incorporati alla Corona di Castiglia. Con la colonizzazione spagnola delle Americhe, l'istituzione fu adattata per governare le regioni settentrionali, più densamente popolate e prospere: si ebbe così la Nuova Spagna, con capitale Città del Messico; e quelle meridionali, con il Perù, con capitale Lima. I viceré di queste due aree avevano poteri di supervisioni sulle altre provincie. Questi ampie divisioni amministrative furono dette virreinatos. Fino al XVIII secolo questi furono gli unici due vicereami del Nuovo Mondo; poi, con le riforme borboniche si ebbe l'istituzione di due nuovi vicereami per promuovere la crescita economica del Sud America: la Nuova Granada, fondata nel 1717, con capitale Bogotà; e il Río de la Plata, fondato nel 1776, con capitale Buenos Aires.
I vicereami dell'America spagnola e delle Indie orientali spagnole erano suddivisi in unità più piccole e autonome, le audiencias (tribunali con potere giudiziario), e capitanerie (capitanías) (distretti militari), da cui poi sarebbero nate le nazioni indipendenti dell'America Latina. Queste unità raggruppavano le provincie locali, governate da un ufficiale della corona, il corregidor (o alcalde mayor) o da un cabildo (un'assemblea cittadina). La funzione primaria delle audiencias era di tribunali superiori, ma a differenza delle audiencias del Vecchio mondo, quelle americane disponevano de jure anche di capacità amministrative e legislative. Le capitanerie generali erano invece distretti militari installati in aree a rischio di invasione straniera o attacco degli indiani, ma in genere i capitani generali godevano anche di poteri politici nelle provincie sotto il loro comando. 
Poiché le lunghe distanze dalla capitale del viceregno rendevano difficili le comunicazioni, sia le audiencias sia i capitani generali erano autorizzati a comunicare direttamente con la corona mediante il Consiglio delle Indie. Le riforme borboniche introdussero la nuova carica dell'intendente, nominato direttamente dalla corona e con ampi poteri fiscali e amministrativi in campo politico e militare. In Malesia alcuni governatori dell'Impero britannico e di vari sultanati (Aceh, Brunei, ...) erano chiamati Raja. Letteralmente Raja è un titolo reale, significando "re" o "sultano", ma in molti casi indicava anche un viceré. Ne è esempio il Raja di Sarawak o il Wazir dei Brunei. 
Vedi anche:
- Vicereame della Nuova Spagna (1535–1821) – Viceré della Nuova Spagna
- Vicereame del Perù (1542–1824) – Viceré del Perù
- Vicereame della Nuova Granada (1717–1819) – Viceré della Nuova Granada
- Vicereame del Río de la Plata (1776–1814) – Viceré del Río de la Plata

## Impero portoghese
Nell'Impero portoghese il titolo di viceré (insignito a membri della nobiltà), governatore generale, e commissario governativo furono utilizzati in maniera intercambiabile fino al 1896, con l'ultimo viceré Dom Alfonso, Principe reale di Portogallo
Dal 1505 al 1896 l'India portoghese – lo "Estado da India" che includeva fino al 1752 tutti i possedimenti portoghesi nell'Oceano Indiano, dall'Africa meridionale all'Asia sud-orientale- fu governata da un viceré (vice-rei) o da un governatore, residente a Goa sin dal 1510. L'azione di governo incominciò sei anni dopo la scoperta della via per le Indie da parte di Vasco da Gama (1505), sotto il primo viceré, Francisco de Almeida (1450–1510). Inizialmente, re Manuele I tentò una distribuzione del potere fra tre governatori con diverse giurisdizioni: una comprendente l'area e i possedimenti nell'Africa orientale, penisola araba, e Golfo Persico, da Cambay (Gujarat); una seconda per i possedimenti in India (Hindustan) e Ceylon, e una terza da Malacca all'Estremo Oriente.
Tuttavia, questi impieghi furono tutti accentrati nella persona del governatore Afonso de Albuquerque (1509–1515), che divenne e rimase plenipotenziario. La durata dell'ufficio era di norma di soli tre anni, visto il grande potere esercitato: dei 34 governatori dell'India del XVI secolo, solo sei ebbero mandati più lunghi. Con l'Unione iberica (1580-1640), il monarca spagnolo fu rappresentato in Portogallo da un Viceré - tratto dall'alta nobiltà portoghese o appartenente alla casa reale degli Asburgo - o da un Consiglio di reggenza.
Dopo il 1640, i governatori del Brasile coloniale, appartenenti all'alta nobiltà incominciarono a utilizzare saltuariamente il titolo di viceré.. Fino al 1718 solo tre governatori generali ricevettero il titolo: il marchese di Montalvão, il conte di Óbidos e il Marchese di Angeja. Dopo il 1720, con la nomina di Vasco Fernandes de César Meneses, conte de Sabugosa, il titolo divenne permanente. Il Brasile divenne un vicereame nel 1763, quando la capitale dello Estado do Brazil fu trasferita da Salvador a Rio de Janeiro.

## Impero britannico

### India britannica
Dal 1858 al 1947, il principale ufficiale governativo e rappresentante del sovrano britannico in India si fregiava del titolo di "viceré e governatore generale d'India" (Governor-General and Viceroy of India). Se durante il XVIII secolo si trattava di un funzionario che agiva sotto gli auspici della Compagnia delle Indie orientali, dopo il Government of India act del 1858 la carica di viceré divenne ufficialmente legata al governo britannico. Da allora, il viceré fu nominato dal sovrano per controllare l'amministrazione del Raj e condurre relazioni con gli Stati principeschi locali, dotati di un regime di semi-indipendenza. I viceré facevano riferimento diretto al Segretario di Stato per l'India a Londra ed erano assistiti dal Consiglio dell'India. Con il Government of India Act 1919, i viceré incominciarono a condividere aspetti limitati della loro autorità con l'assemblea centrale legislativa.
Assieme al Comandante in Capo dell'India, il viceré rappresentava pubblicamente la presenza britannica in India. Inoltre, come rappresentante dell'Imperatore dell'India (ovvero lo stesso Re di Gran Bretagna e Irlanda), il viceré aveva anche il ruolo di Gran maestro dei due principali ordini cavallereschi dell'India britannica: l'Ordine della Stella d'India e l'Ordine dell'Impero indiano.
Durante la storia della carica, i governatori generali dell'India risiedettero in due città: Calcutta nel XIX secolo e Nuova Delhi nel XX. Inoltre, mentre Calcutta rimase la capitale del Raj, i viceré passavano l'estate a Simla.
Tra i governatori generali degni di nota si ricordano Warren Hastings, lord Cornwallis, lord Curzon, il conte di Minto, lord Chelmsford, e lord Mountbatten. Lord Mountbatten fu anche l'ultimo viceré dell'India britannica, e il primo governatore generale della Unione dell'India (Union of India).

### Dominionse Reami delCommonwealth
Il Lord luogotenente d'Irlanda (Lord Lieutenant of Ireland) fu spesso considerato un viceré nel periodo compreso tra il 1700 e il 1922, anche se da un punto di vista costituzionale il Regno d'Irlanda era confluito nel 1801 nel Regno Unito di Gran Bretagna e Irlanda.
Il termine è stato anche utilizzato occasionalmente per i governatori generali dei Dominions britannici, benché in maniera non ufficiale.

## Viceré italiani
Dal 1415 un Viceré di Sicilia governò il Regno di Sicilia in rappresentanza prima del Re di Spagna (1415-1713), poi del re di Sicilia e duca di Savoia (1713-1720) e, infine, dell'Imperatore del Sacro Romano Impero (1720-1734). Anche il Regno di Napoli, a partire dal 1501, fu governato da un Viceré di Napoli, in rappresentanza prima del Re di Francia (1501-1504), poi del Re di Spagna (1504-1707) e, infine, dell'Imperatore del Sacro Romano Impero (1707-1734). Dopo l'ascesa al trono dei Borbone, nel 1734, un Viceré rappresentò in Sicilia il sovrano che risiedeva a Napoli.
Dal 1720 al 1847 Casa Savoia affidò al Viceré di Sardegna, scelto periodicamente tra le file della nobiltà sabauda, il governo dell'isola. A ricoprire questo incarico per ben due volte vi fu anche il futuro Re di Sardegna Carlo Felice di Savoia.
In epoca napoleonica il titolo di Viceré d'Italia fu attribuito a Eugenio di Beauharnais, figliastro di Napoleone Bonaparte, che in questa veste rappresentava il patrigno, Re d'Italia dal 1805 al 1814.
Tra il 1815 e il 1859 un Viceré rappresentò l'Imperatore austriaco nel Regno Lombardo-Veneto.
Dal 1936 al 1941 il titolo di Viceré d'Etiopia fu attribuito al rappresentante del governo nell'Africa Orientale Italiana (in precedenza denominato alto commissario). Da lui dipendevano i governatori dei sei governi in cui si suddivideva l'Africa Orientale Italiana.
Non aveva, invece, un viceré ma un Luogotenente generale del Regno l'Albania durante il periodo di occupazione italiana, dal 1939 al 1943.